# Andrea Caroni

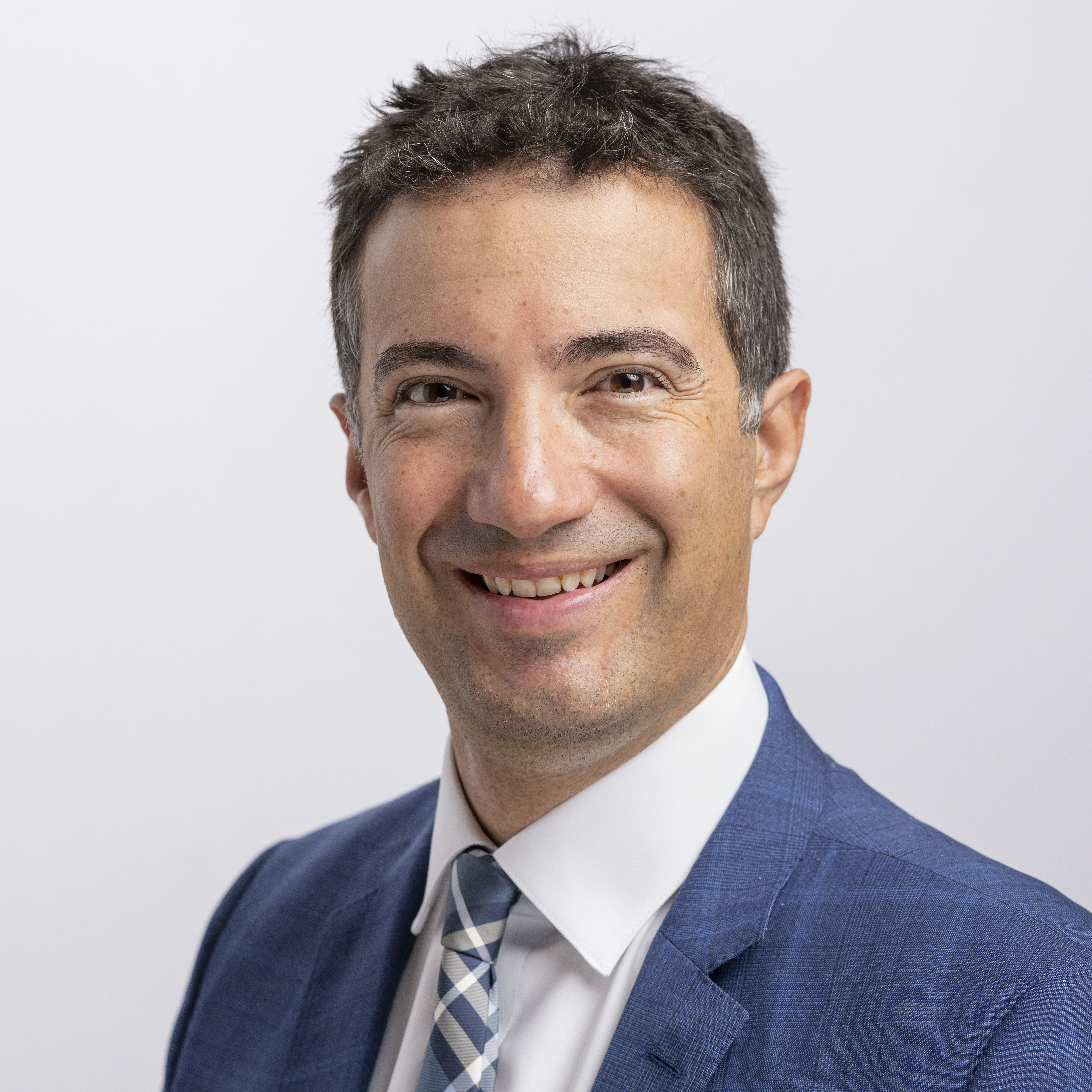
Andrea Caroni (2023)

Andrea Claudio Caroni (* 19. April 1980 in St. Gallen; heimatberechtigt in Grub und Mendrisio) ist ein Schweizer Rechtsanwalt und Politiker (FDP.Die Liberalen). Er ist seit 2015 Ständerat und 2024/2025 Ständeratspräsident.

## Beruf
Von 1986 bis 1992 besuchte Caroni die Primarschule in Grub. Nach der Primarschule absolvierte er die Sekundarschule in Wolfhalden. Nach dem Abschluss an der Kantonsschule Trogen studierte er Rechtswissenschaft an den Universitäten Zürich und Genf. Caroni war u. a. von 2003 bis 2008 Assistent an der Universität Zürich. Er erlangte 2007 das Anwaltspatent und doktorierte 2008 in Staats- und Völkerrecht. In den Jahren 2008 bis 2010 war er persönlicher Mitarbeiter des damaligen Bundesrats Hans-Rudolf Merz im Eidgenössischen Finanzdepartement in Bern. Von 2010 bis 2012 absolvierte er einen Master in Public Administration (MPA) an der Harvard Kennedy School. Seit 2012 ist er als Rechtsanwalt in der Anwaltskanzlei «ME Advocat Rechtsanwälte» in Herisau tätig. Im Jahr 2013 wurde er Lehrbeauftragter für öffentliches Recht an der Universität St. Gallen. Seit 2015 ist er zudem Mitglied des GLA am Institut für Rechtspraxis (IRP) – HSG. 2025 hat die Universität St. Gallen Caroni zum Honorarprofessor für öffentliches Recht ernannt.

## Politik
Im Alter von 19 Jahren trat Caroni der neugegründeten FDP Grub bei, 2005 wurde er in den Gemeinderat der Gemeinde Grub gewählt. 2007 gründete Caroni die Jungfreisinnigen Ausserrhoden, die er bis 2010 präsidierte. Am 23. Oktober 2011 wurde er als Nachfolger von Marianne Kleiner in den Nationalrat gewählt. Er hatte damit das einzige Nationalratsmandat des Kantons Appenzell Ausserrhoden inne. Von 2011 bis 2015 war er Vorstandsmitglied der Jungfreisinnigen Schweiz. Im Oktober 2015 wurde er in den Ständerat gewählt. 2016 wurde er von der Delegiertenversammlung zum Vizepräsidenten der FDP.Die Liberalen gewählt. Die Parteipräsidentenkonferenz wählte ihn anschliessend zum ersten Vizepräsidenten, der bei Bedarf offizieller Stellvertreter der Parteipräsidentin ist. Im Oktober 2019 wurde er mit 73,9 % im Amt als Ständerat bestätigt. In den Ständeratswahlen 2023 wurde er mit 90,4 % erneut bestätigt. Am 4. Dezember 2023 wurde er wegen der Abwahl von Lisa Mazzone ein Jahr früher zum ersten Vizepräsidenten des Ständerats gewählt, womit er turnusgemäss im Dezember 2024 zum Ständeratspräsidenten gewählt wurde.
In den folgenden politischen Gremien wirkt Caroni ständig mit:

### Ständerat
- Büro, seit 2021
- Parlamentarische Untersuchungskommission zur Rolle der Behörden bei der Übernahme der Credit Suisse durch die UBS, seit 2023
- Staatspolitische Kommission (SPK), seit 2015, Präsident 2019 bis 2021
- Kommission für Rechtsfragen (RK), seit 2015
- Geschäftsprüfungskommission (GPK), 2015 bis 2019
- Delegation bei der Interparlamentarischen Union (IPU-Del); seit 2015, Präsident 2017 bis 2019, Mitglied des Menschenrechtskomitees der IPU
- Delegation für die Beziehungen zum italienischen Parlament; 2019–2023
- Redaktionskommission (RedK), 2015 bis 2019
- Kommission für Wirtschaft und Abgaben (WAK), 2019 und seit 2023
- Gerichtskommission der Vereinigten Bundesversammlung (GK), seit 2019, Präsident 2019 bis 2021
- Parlamentarische Gruppe Ostschweiz (Co-Gründungspräsident)
- Parlamentarische Gruppe Sport (Vorstand; Captain TC Nationalrat)

### Partei
- FDP Schweiz (Vorstandsmitglied, 1. Vizepräsident)
- FDP-Fraktion (Vorstandsmitglied)
- FDP Ausserrhoden (Vorstandsmitglied)
- FDP Grub AR (Vizepräsident)

## Persönlich
Caroni ist liiert und hat zwei Kinder. Er wohnt in Herisau.
Andrea Caroni spielt Schlagzeug und gründete die Bundeshaus-Band, die am 28. November 2012 an der Nationalratspräsidentenfeier von Maya Graf ihr Début gab. Die Bundeshaus-Band ist eine parlamentarische Gruppe, die er auch präsidiert. Von 2000 bis 2006 war er Schlagzeuger der Militärmusik (RS/Inf Rgt 34 in Urnäsch und Herisau). Seit 2012 ist Caroni Captain des TC Bundeshaus.
Caroni spricht Deutsch, Englisch, Französisch, Spanisch und Italienisch.
Seit 2008 wirkt er in der Militärjustiz (zurzeit im Rang eines Oberstleutnants als Justizoffizier im Stab des Oberauditors).